# Lamoricière (Schiff)
Die Lamoricière war ein 1921 in Dienst gestelltes Passagierschiff der französischen Reederei Compagnie Générale Transatlantique, das Passagiere und Fracht zwischen Frankreich und Algerien beförderte. Am 9. Januar 1942 sank die Lamoricière vor der Baleareninsel Menorca in einem schweren Sturm, nachdem sie einem in Seenot geratenen Frachter zu Hilfe geeilt war. Durch die schwere See drangen große Mengen Seewasser in das Schiff ein und überfluteten die Kesselräume. Von den 394 Passagieren und Besatzungsmitgliedern an Bord überlebten nur 93.

## Das Schiff
Das 4.712 BRT große Dampfschiff Lamoricière wurde im Low Walker-Dock der Werft Swan, Hunter & Wigham Richardson in Wallsend, einem Vorort der nordenglischen Stadt Newcastle upon Tyne, erbaut. Der aus Stahl gefertigte Schiffsrumpf war 112,72 Meter lang und 15,24 Meter breit. Die Lamoricière wurde von einer vierzylindrigen Dreifachexpansions-Dampfmaschine und zwei Turbinen angetrieben, die bis zu 8000 PS leisteten und eine Geschwindigkeit von 18,5 Knoten ermöglichten. Sie verfügte über drei Propeller, zwei Schornsteine und zwei Masten.
Die Lamoricière lief am 20. Mai 1920 auf dem Fluss Tyne vom Stapel. Sie wurde nach dem französischen Staatsmann Louis Juchault de Lamoricière (1806–1865) benannt. Die Fertigstellung erfolgte im Januar 1921. Im darauf folgenden Monat legte der Dampfer zu seiner Jungfernfahrt ab.
Eigentümerin des Schiffs war die Compagnie Générale Transatlantique, eine der größten französischen Reedereien mit Sitz in Paris. Die Lamoricière verkehrte als Passagier- und Frachtschiff zwischen ihrem Heimathafen Marseille und den Häfen der damaligen französischen Kolonie Algerien.
Wegen des kriegsbedingten Brennstoffmangels wurde die Feuerung 1940 von Öl auf Kohle umgestellt. Dadurch und durch die schlechte Qualität der verfügbaren Kohle verringerte sich die Leistung der Maschine.

## Untergang
Am Dienstag, dem 6. Januar 1942 legte die Lamoricière gegen 17.00 Uhr in Algier zur Überfahrt nach Marseille ab. An Bord befanden sich 122 Besatzungsmitglieder und 272 Passagiere, insgesamt 394 Menschen. Unter den Passagieren waren 88 Militärangehörige. Das Kommando hatte der 48-jährige Kapitän Joseph Auguste Marie Milliasseau, der seit 1914 bei der Handelsmarine und seit 1937 Kommandant der Lamoricière war. Um 22.54 Uhr am Abend des 7. Januar empfing der Bordfunker Lejean den Notruf der Jumières, eines Frachtschiffs der französischen Gesellschaft Worms & Cie. Er lautete: 

„Schwere Havarie. Können den Kurs nicht mehr halten. Laderäume unter Wasser. Position 40°25N 4°25E“

Diese Position lag nicht weit vom Kurs der Lamoricière, daher entschied Kapitän Milliasseau, dem in Seenot geratenen Frachter zu Hilfe zu kommen. Die Lamoricière konnte aber nichts mehr für die Jumières tun. Sie war mit allen 20 Mann an Bord gesunken, bevor das Passagierschiff eintraf.
Währenddessen war die Lamoricière nördlich der Balearen in einen schweren Sturm geraten. Sie kämpfte mit Wind in Orkanstärke und hohem Seegang. Da der Kohlevorrat zur Neige ging, entschied Kapitän Milliasseau am Nachmittag des 8. Januar, nach Süden abzudrehen und das Schiff in Lee von Menorca zu bringen, um im Windschutz der Insel auf das Abflauen des Sturms zu warten. Um 15.00 Uhr ließ er den Kurs ändern, die Maschinenkraft reichte jedoch nicht aus, so dass die Lamoricière querschlug. Durch den Wind- und Wellendruck bekam sie Schlagseite, und Wasser drang durch die Backbordluken ein, welches schnell die Kesselräume erreichte. Die Pumpen waren nicht in der Lage, die Menge des eindringenden Wassers zu bewältigen, sodass nach kurzer Zeit die Maschinen ausfielen und der Dampfer manövrierunfähig in der See trieb.
Um 17.10 Uhr wurde folgender Funkspruch abgesetzt: 

„Können Kurs nicht mehr halten. Sind manövrierunfähig. Wasser steigt in den Kesselräumen. Vier Kessel ausgefallen. Bemühen uns mit Notmitteln zu lenzen. Benötigen dringend Schiff, das notfalls schleppen kann. Ungefähre Position 40.38N 04.38E. Geschätzte Abdrift drei Knoten nach SSO. Milliasseau.“

In der Nacht zum Freitag, dem 9. Januar, versuchte man die Schlagseite durch Trimmen der Ladung zu verringern. Um 09.15 Uhr kam die Gouverneur Général Gueydon in Sicht, die ebenfalls der Compagnie Générale Transatlantique gehörte. Es gelang ihr jedoch trotz mehrerer Versuche nicht, die Lamoricière in Schlepp zu nehmen. Eine halbe Stunde später ordnete Kapitän Milliasseau das Verlassen des Schiffs an, und die Rettungsboote wurden klargemacht. Als erstes wurde eine Gruppe von 16 Kindern, die von einem Ausflug nach Algerien nach Hause zurückkehrten, mit ihren beiden begleitenden Rotkreuz-Krankenschwestern in eines der Boote gesetzt. Um die Kinder zu beruhigen, fingen die beiden Betreuerinnen an zu singen. Bevor das Boot aber die Wasseroberfläche erreichte, wurde es von einer Welle erfasst und losgerissen. Sämtliche Insassen stürzten ins Meer und nur zwei der Kinder wurden gerettet. Dies hatte zur Folge, dass sich die übrigen Passagiere weigerten, in die Rettungsboote zu gehen.

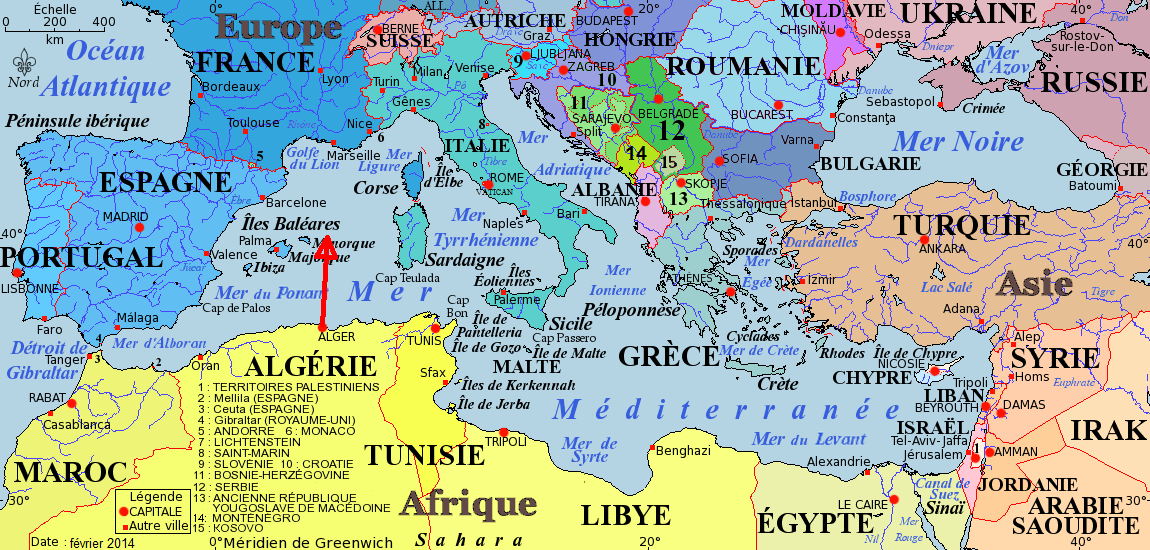
Karte des Mittelmeers. Der rote Pfeil deutet den Starthafen Algier und die Untergangsstelle der Lamoricière nahe Menorca an. Zielhafen war Marseille.

Um 12.35 Uhr ging die Lamoricière auf der Position 40° 0′ N, 4° 22′ O nordöstlich von Menorca unter. Der immer noch tobende Sturm erschwerte die Rettung der Schiffbrüchigen. Die Gouverneur Général Gueydon, die sich noch in der Nähe befand, rettete 55 Menschen aus dem aufgewühlten Wasser. Die zwischenzeitlich eingetroffene Gouverneur Général Chanzy, ein weiteres Schiff der Compagnie Générale Transatlantique, nahm 25 weitere Personen auf. Die Obstiné, ein Schlepper der Compagnie Chambon, erreichte den Unglücksort gegen 16.00 Uhr und konnte noch 13 Überlebende von einem Rettungsfloß retten. Diese insgesamt 93 Menschen waren die einzigen Überlebenden des Unglücks. 301 Passagiere und Besatzungsmitglieder kamen ums Leben. Unter den Todesopfern waren die polnischen Kryptoanalytiker Jan Graliński, Piotr Smoleński und Jerzy Różycki.
Das Wrack der Lamoricière wurde erst im Mai 2008 von einem spanisch-italienischen Taucherteam gefunden. Es liegt etwa sechs Seemeilen vor dem Cap de Favàritx in 156 Metern Tiefe. Was die Lamoricière letztlich zum Sinken brachte, ist unklar. Unter anderem gab es Vermutungen, ein U-Boot habe die Lamoricière in ihrer prekären Situation gesichtet und angegriffen. Hierfür gibt es jedoch keine Anhaltspunkte. Eine andere Theorie geht von einem Leck durch Kollision mit einem Unterwasserobjekt aus. Die offizielle Untersuchung benannte als hauptsächliche Ursachen des Unglücks die Stärke des Sturms, die Kursänderung zur Hilfeleistung für die Jumières und die unzureichende Qualität und Menge der Kohle.